# Rubus imitans
Rubus imitans es una especie de planta del género Rubus, perteneciente a la familia Rosaceae.

## Taxonomía
Rubus imitans fue descrita por H. E. Weber en 1985.

## Distribución
Se encuentra en el territorio de Alemania.